# Polizeiruf 110

Polizeiruf 110

Polizeiruf 110 är en tysk kriminalserie som började sändas i Östtyskland den 27 juni 1971. Efter 1990 har serien fortsatt i ARD.
Polizeiruf 110 är en långkörare inom tysk TV och en av Tysklands populäraste TV-serier någonsin. Den började visas som Östtysklands motsvarighet av västtyska Tatort, som började sändas året innan. 